# Domonic Jones
Domonic Ramond Jones (Richmond, 26 agosto 1981) è un ex cestista statunitense, professionista in Germania e in Belgio.